# Rożewe (obwód lwowski)
Rożewe (ukr. Рожеве; hist. do 1939 Rosenburg; 1939 Radyczówka) – wieś na Ukrainie, w obwodie lwowskim, w rejonie samborskim (wcześniej w rejonie starosamborskim). Wieś liczy około 257 mieszkańców. Leży nad rzeką Jasenka. Podlega tarnawskiej radzie wiejskiej.
Osada została założona w dobrach kameralnych dobromilskich na gruntach Pietnic w procesie kolonizacji józefińskiej przez osadników niemieckich (zobacz: Niemcy galicyjscy) wyznania rzymskokatolickiego w 1783. Nazwa kolonii w przetłumaczeniu na język polski oznaczała „Różany Gród”. W okresie międzywojennym miejscowość należała do Polski. W 1921 r. liczyła około 294 mieszkańców. Przed II wojną światową należała do powiatu dobromilskiego. 11 mrarca 1939 nazwę Rosenburg zmieniono na Radyczówka.
W styczniu 1940 miejscowa ludność niemiecka została stąd wysiedlona w ramach akcji Heim ins Reich.
W miejscowości znajduje się rzymsko-katolicka parafia św. Mikołaja.